# Новопетриківська волость
Новопетриківська волость — історична адміністративно-територіальна одиниця Маріупольського повіту Катеринославської губернії із центром у селі Новопетриківка.
Утворена наприкінці 1910-тих років виокремленням із Петрівської волості.